# Martti Paavola
Martti Lauri Paavola (né le 20 juillet 1898 à Janakkala – mort le 26 mars 1990 à Helsinki) est un compositeur finlandais, pianiste, professeur de piano et critique.

## Biographie
Il est professeur de piano à l'Académie Sibelius de 1927 à 1945, maître de conférences de 1951 à 1960, puis professeur de pédagogie du piano de 1960 à 1965. En outre, de 1925 à 1935, il a enseigné le piano au conservatoire populaire d'Helsinki et travaillé pour plusieurs magazines en tant que critique musical et essayiste.
Paavola est diplômé de l'Institut de musique d'Helsinki en 1920. 
Il se perfectionne en Allemagne de 1920 à 1924 et Paris en 1927, 1928 et 1930. 
À l'Institut de musique d'Helsinki, il étudie avec Eino Lindholm et Elli Rängman-Björlin. 
En Allemagne, il étudie à Berlin et Leipzig, de 1921 à 1924 avec Robert Teichmüller. 
À Paris, il étudie sous la direction de Jean Batalla. 
Il donne son premier concert public en 1926 et dix ans plus tard en tant que musicien de chambre.
Paavola a publié un guide du piano pour les débutants : Pianonsoiton alkeet I–III (1935–1938). Ainsi que 97 harjoitelmaa I–II (1943–1945) et Tie taituruuteen I–II (1947).
Paavola a reçu la médaille Pro Finlandia en 1948. Il était marié depuis 1936 avec Leena née Hirvensalo (1902–1987).

## Élèves
- Antti Aarnela (fi)
- Einar Englund[3]
- Pentti Koskimies (fi)
- Timo Mikkilä (fi)
- Heikki Sarmanto
- Jaakko Somero

## Prix et récompenses
- Médaille Pro Finlandia, 1948

## Sources
- Sukutaulu.
- Biographie